# Eilema antsalova
Eilema antsalova là một loài bướm đêm thuộc phân họ Arctiinae, họ Erebidae.